# 1946 a filmművészetben

## Események
- május 17. – Babelsbergben létrejön a DEFA
- július 16. – A Fox filmtársaságnál a 20 éves Norma Jean Mortenson aláírja, első kis mellékszerepekre szóló szerződését. A Marilyn Monroe művésznevet választja.
- december 29. – Humphrey Bogart 15 éves szerződést ír alá a Warner Bros. társasággal. Évi 423 ezer dolláros szerződéssel a világ legjobban fizetett színésze lesz.
- Franciaországban évi 100 filmet forgatnak, négyszer annyit, mint a Szovjetunióban, másfélszer annyit, mint Olaszországban
- Szovjetunióban elkészül Alekszandr Ptusko rendezésében a Kővirág, az első agfacolor eljárással gyártott színes film. A német szabadalmat a szövetségesek feloldották.
- Párizsban konferenciát tartanak a Fédération Internationale des Archives du Film szervezethez tartozó 14 európai ország filmiparának képviselői. A háború során elveszett eredeti filmkópiák problémájáról tanácskoznak.
- augusztus 23-án kezdődött az első locarnói Nemzetközi Filmfesztivál, az első film mely bemutatásra került Giacomo Gentiluomo O sole mio című filmje volt.[1]

## Sikerfilmek
Észak-Amerika
1. Blue Skies – rendező Stuart Heisler
2. The Road to Utopia – rendező Hal Walker
3. Életünk legszebb évei – rendező William Wyler
4. Duel in the Sun – rendező King Vidor
5. The Jolson Story – rendező Alfred E. Green

## Díjak, fesztiválok
Oscar-díj (március 7.)
- Film: Férfiszenvedély
- rendező: Billy Wilder – Férfiszenvedély
- Férfi főszereplő: Ray Milland – Férfiszenvedély
- Női főszereplő: Joan Crawford – Mildred Pierce

1946-os cannes-i filmfesztivál

## Filmbemutatók
- La Belle et la bête – rendező Jean Cocteau
- The Beast with Five Fingers, főszereplő Robert Alda és Peter Lorre
- Beware, rendező Bud Pollard, főszereplő Louis Jordan
- The Big Sleep, főszereplő Humphrey Bogart és Lauren Bacall
- The Blue Dahlia – rendező George Marshall
- Blue Skies – rendező Stuart Heisler
- Duel in the Sun – rendező King Vidor
- Az élet csodaszép – rendező Frank Capra, főszereplő James Stewart
- Great Expectations, rendező David Lean
- Green for Danger, főszereplő Alastair Sim
- The Harvey Girls, rendező George Sidney, főszereplő Judy Garland
- A Matter of Life and Death, írta és rendezte Powell and Pressburger
- Éjjel-nappal – rendező Kertész Mihály
- Forgószél – rendező Alfred Hitchcock, főszereplő Cary Grant
- The Postman Always Rings Twice – rendező Tay Garnett
- Song of the South – rendező Harve Foster
- The Spiral Staircase – rendező Robert Siodmak
- The Razor's Edge – főszereplő Tyrone Power
- The Time Of Their Lives – rendező Charles Barton
- Tomorrow Is Forever – rendező Irving Pichel
- Without Reservations – rendező Mervyn LeRoy
- The Yearling – főszereplő Gregory Peck és Jane Wyman
- Fiúk a rács mögött (Sciuscià) – rendező Vittorio De Sica
- Harc a sínekért (La Bataille du rail) – rendező René Clément

## Rajzfilm sorozatok
- Donald kacsa (1937–1956)
- Popeye, a tengerész (1933–1957)
- Tom és Jerry (1940–1958)

## Születések
- január 5. – Diane Keaton, színésznő
- január 16. – Kabir Bedi, színész
- január 19. – Dolly Parton, énekes, színésznő
- január 20. – David Lynch, rendező
- január 25. – Bereményi Géza, forgatókönyvíró, rendező
- január 26. – Gene Siskel, kritikus († 1999)
- március 19. – Bigas Luna, spanyol rendező és képzőművész
- április 19. – Osvát András, forgatókönyvíró
- április 23. – Blair Brown, színésznő
- április 25. – Talia Shire, színésznő
- május 20. – Cher, amerikai színésznő
- június 5. – Stefania Sandrelli, színésznő
- június 6. – Lasse Hallström, svéd rendező
- június 15. – Brigitte Fossey, francia színésznő
- július 6. – Sylvester Stallone, amerikai színész, rendező
- augusztus 19. – Rofusz Ferenc, rajzfilmrendező
- szeptember 7. – Olgierd Łukaszewicz, lengyel színész
- szeptember 15. – Oliver Stone, Amerikai rendező
- szeptember 18. – Nicholas Clay, színész († 2000)
- szeptember 28. – Benedek Miklós, színész († 2024)
- október 4. – Susan Sarandon, színésznő
- október 17. – Vicki Hodge, színésznő
- október 18. – Zsadon Andrea, színésznő
- október 25. – Edith Leyrer színésznő
- október 27. – Carrie Snodgress, színésznő
- október 30. – Péterffy András, operatőr, rendező
- november 6. – Sally Field, színésznő
- november 18. – Andrea Allan, színésznő
- november 21. – Emma Cohen, színésznő
- november 21. – Ulla Jessen, színésznő
- november 22. – Baisho Mitsuko, színésznő
- november 24. – Székhelyi József, színész
- november 25. – Marika Lindstrom, színésznő
- november 27. – Nina Maslova, színésznő
- december 2. – Gulsun Karamustafa, rendező
- december 4. – Balázsovits Lajos, színész
- december 8. – Sharmila Tagore, színésznő
- december 14. – Patty Duke, színésznő
- december 18. – Steven Spielberg, rendező

## Halálozások
- február 1. – Törzs Jenő, színész
- április 1. – Noah Beery, színész
- június 23. – William S. Hart, némafilm sztár
- augusztus 10. – Léon Gaumont, francia film úttörő
- augusztus 28. – Florence Turner, színésznő
- december 12. – Maria Falconetti, francia színésznő